# Centro Interlochen de Artes
O Centro Interlochen de Artes é uma corporação sem fins lucrativos que opera uma instituição de educação artística no noroeste do Michigan. O centro está situado em um campus de 1,200
-acre(s) (0,486 ha) em Interlochen, Michigan, aproximadamente 15 milhas (24 km) sudoeste de Traverse City. Interlochen atrai jovens de todo o mundo para estudar música, teatro, dança, artes visuais, escrita criativa, artes cinematográficas e artes comparativas. O Centro Interlochen de Artes é a organização guarda-chuva do Campo Interlochen de Artes (anteriormente o National Music Camp, fundado em 1928), da Academia Interlochen de Artes, faculdade interna (fundada em 1962), da Interlochen Public Radio (fundada em 1963) e da série de artes "Interlochen Presents". O Interlochen College of Creative Arts (fundado em 2004) é uma corporação sem fins lucrativos afiliada, mas separada.

## Galeria

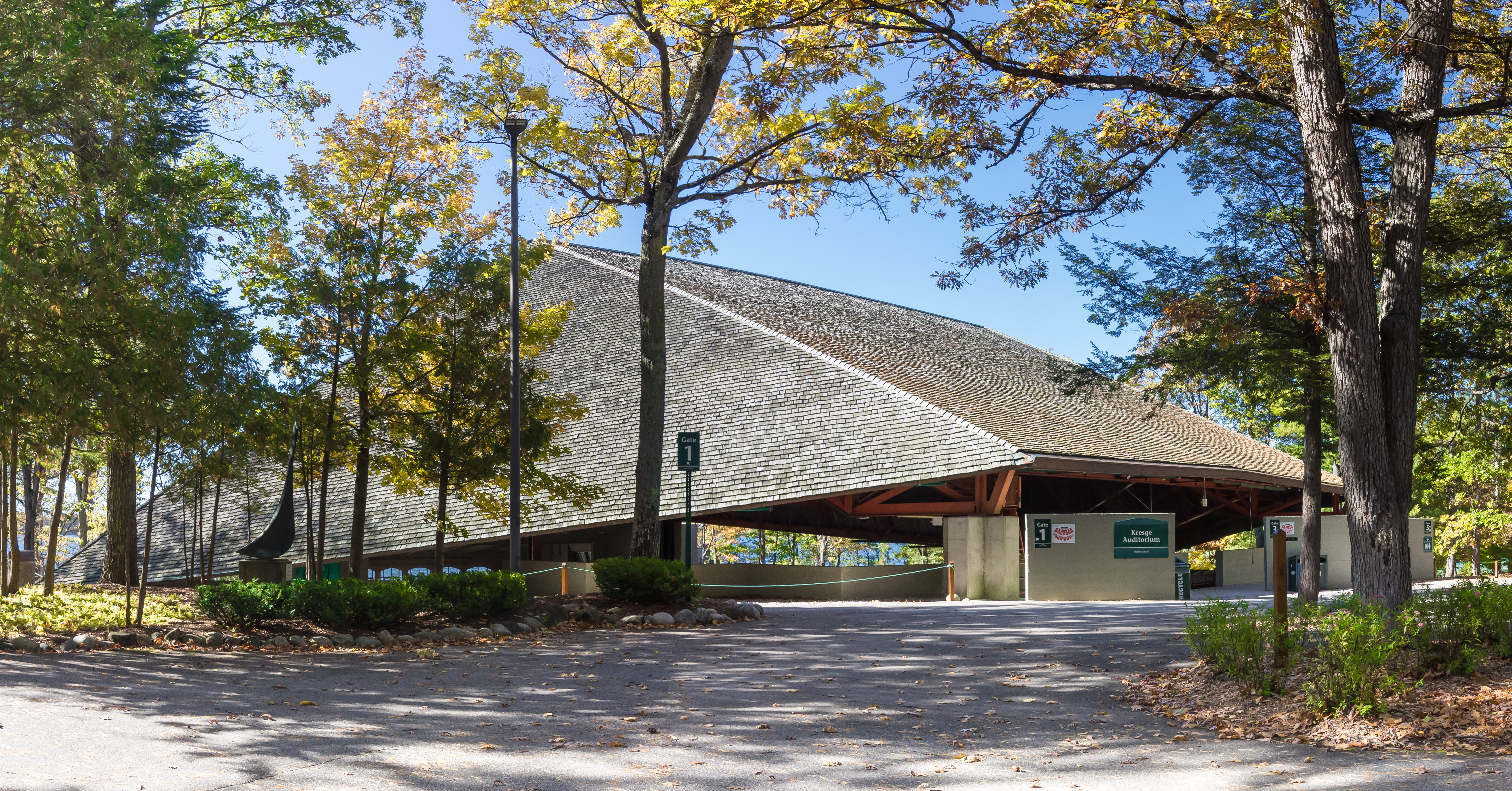
Kresge Auditorium-Interlochen. Anfiteatro ao ar livre
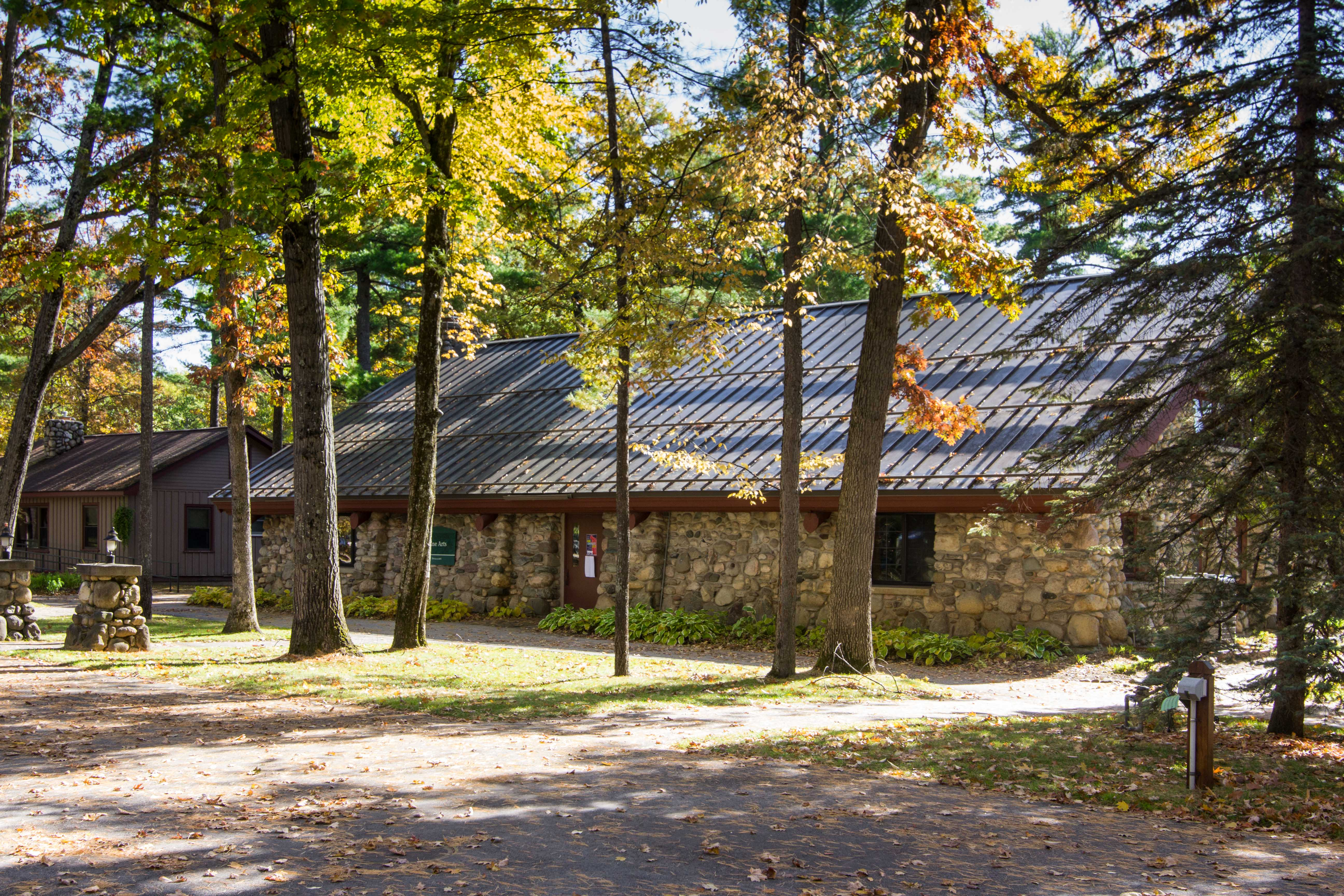
Edifício de Belas Artes
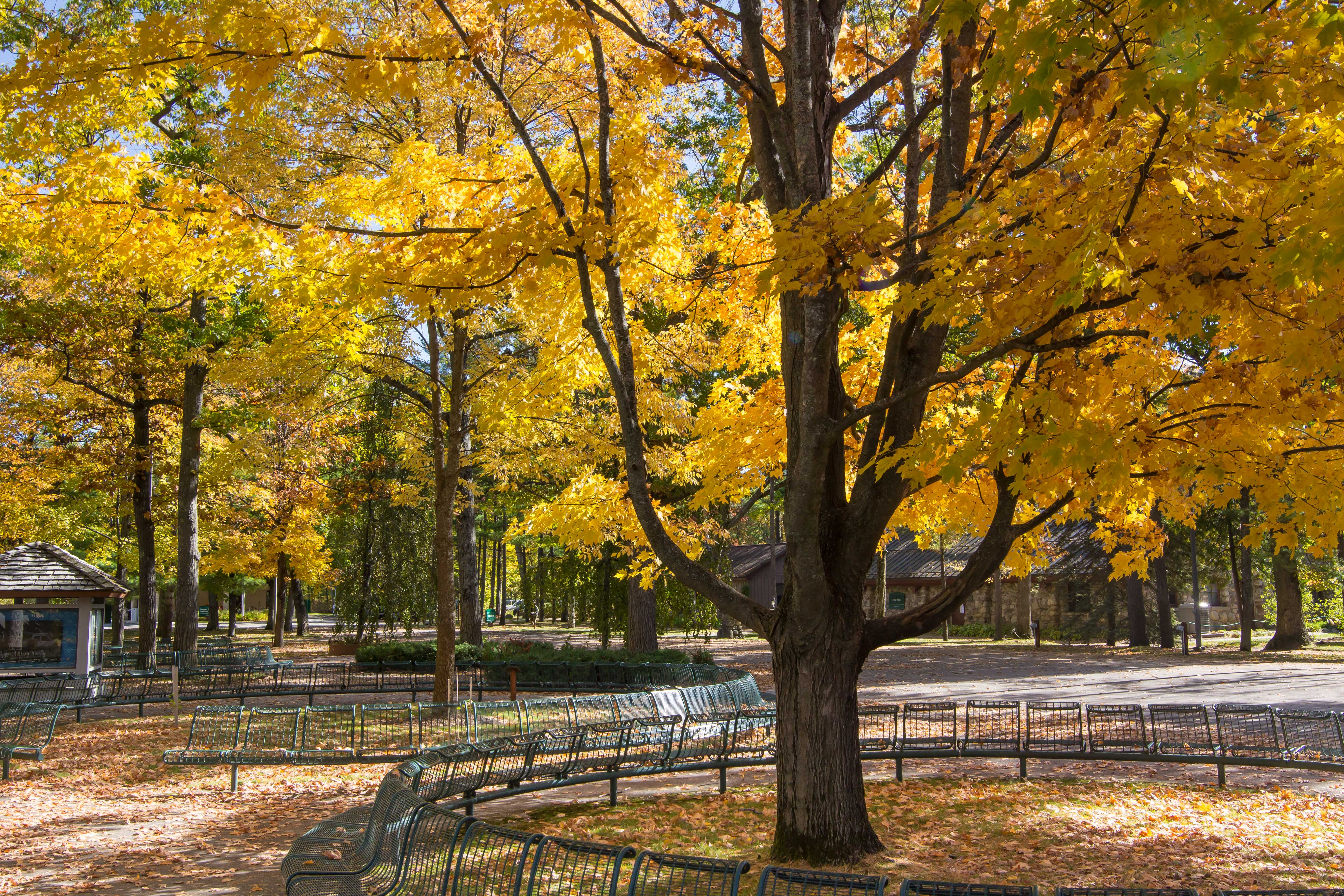
Osterlin Mall
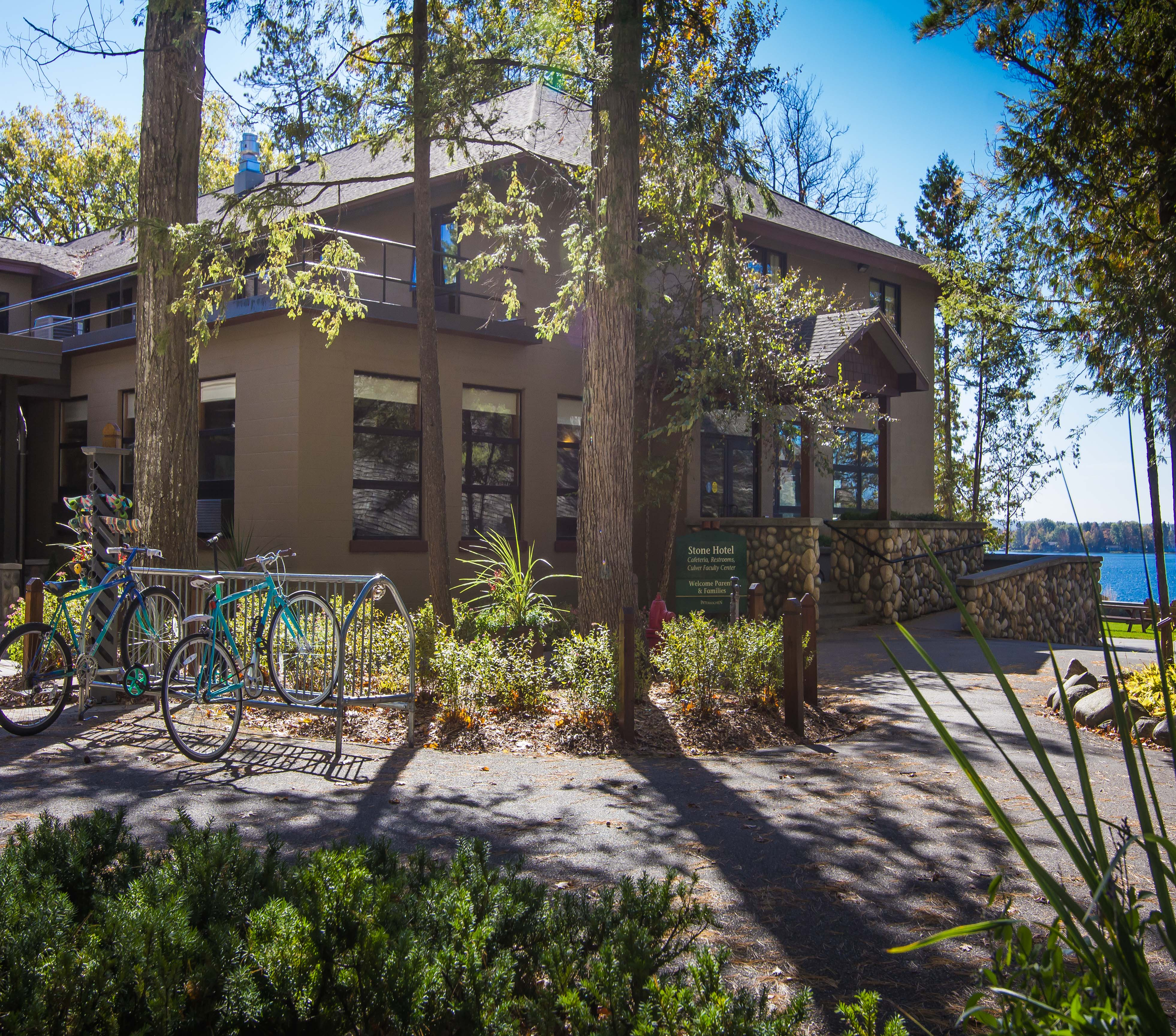
The Stone Hotel com vista para Green Lake
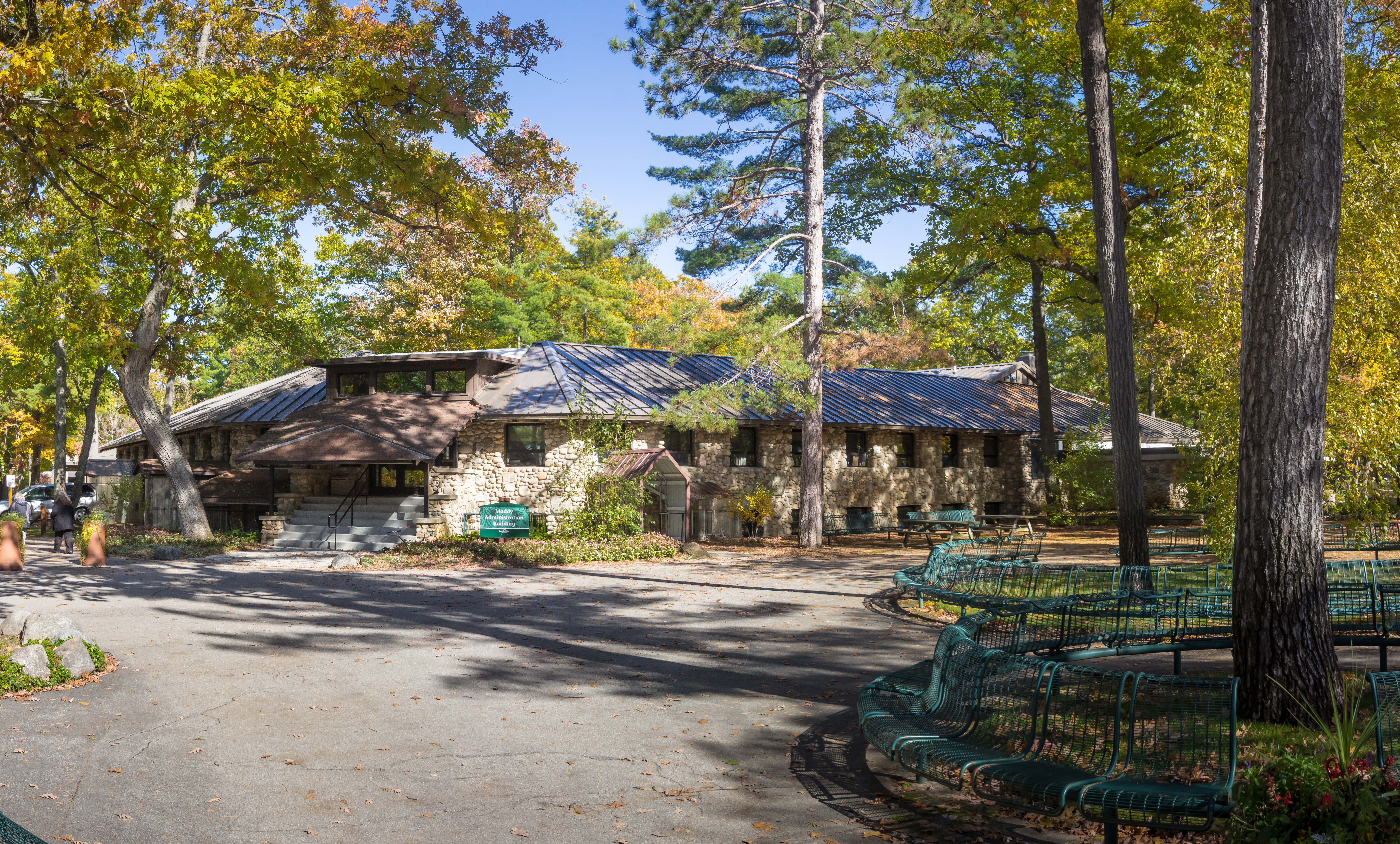
O edifício da administração Maddy
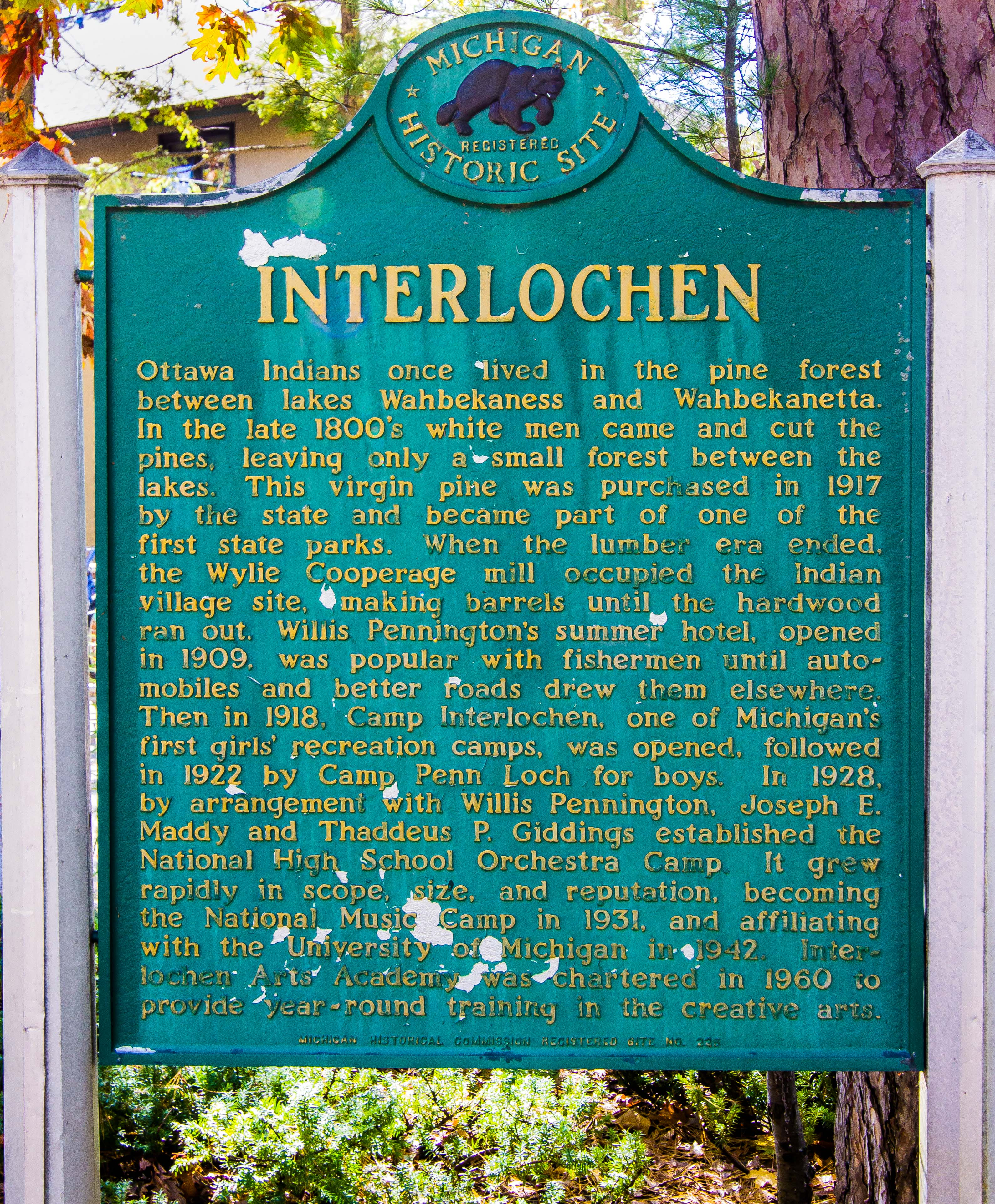
Local histórico do estado de Michigan